# Malperinjärvi
Malperinjärvi är en sjö i kommunen Nyslott i landskapet Södra Savolax i Finland. Arean är 43 hektar och strandlinjen är 3,53 kilometer lång. Sjön  ingår i Vuoksens huvudavrinningsområde.   Den ligger omkring 86 kilometer öster om S:t Michel och omkring 290 kilometer nordöst om Helsingfors. 
I sjön finns ön Kanasaari. 